# James Gadsden
James Gadsden (15 de mayo de 1788 - 25 de diciembre de 1858) fue un diplomático, soldado y hombre de negocios estadounidense; autor de la Venta de La Mesilla, en la que los Estados Unidos compraron la tierra a México que se convirtió en la porción sur de Arizona y Nuevo México. James Gadsden sirvió como Ayudante General del Ejército de los EE. UU. desde el 13 de agosto de 1821 hasta el 22 de marzo de 1822 y tenía el rango de coronel en el Ejército de los EE. UU. Entre otros personajes que obtuvieron también este rango se encuentra George Washington.

## Biografía

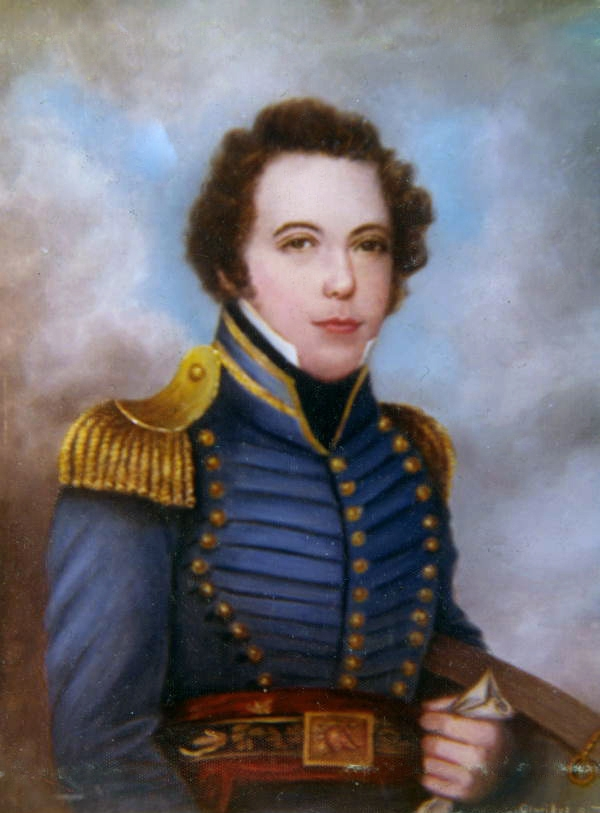
Teniente James Gadsden.

Poco se sabe sobre la vida de Gadsden, especialmente sus primeros años. Se sabe que nació en Charleston, en 1788, que era nieto del héroe de la Guerra de Independencia de los Estados Unidos, Christopher Gadsden. También se sabe que Gadsden obtuvo su licenciatura por la Universidad de Yale en Connecticut, en 1806.
Gadsden sirvió en el Ejército de los Estados Unidos como oficial bajo el mando del General Andrew Jackson, que más tarde sería elegido presidente en 1828. Gadsden sirvió bajo el general Jackson, tanto durante la guerra de 1812 contra el ejército británico, y en contra de los Amerindios en el recién adquirido (1819) Territorio de Florida durante la década de 1820. Mientras que Gadsden estaba sirviendo en el Ejército en Florida, estableció el punto fuerte del ejército en el Fuerte Gadsden cerca del Panhandle de la Florida y ayudó a establecer Fuerte Brooke en el sitio de la actual ciudad de Tampa, Florida.
Acto seguido Gadsden decidió abandonar el Ejército de los EE. UU. y fue nombrado comisario en 1823, para ayudar con la organización y la expulsión ilegal de la mayor parte de la Tribu Seminola de sus hogares en la Florida y el sur de Georgia, a lo largo del Sendero de lágrimas llevándolos a las tierras que se habían reservado para ellos en el sombrío e inhóspito de Oklahoma.
Años más tarde el Condado de Gadsden, Florida, fue nombrado en su honor y también las ciudades de Gadsden en Alabama, y Gadsden en Arizona. 
Años después de la inhumanidad del sendero de las lágrimas, Gadsden desempeñó el cargo de presidente de la compañía del Ferrocarril de Carolina del Sur desde 1840 hasta 1850. En este papel, Gadsden y sus socios decidieron promover la construcción de un ferrocarril transcontinental desde el Atlántico al Pacífico. Este ferrocarril hipotéticamente hubiera pasado por el sur de Georgia a través de Alabama, Misisipi, Luisiana y El Paso, Texas y luego a través de la recién adquirida tierra americana que décadas más tarde se convertiría en Nuevo México y Arizona. Finalmente, después de cruzar el río Colorado en California, cruzaría el desierto de Mojave y las montañas hasta el puerto de la ciudad de San Diego, California.
Después del mucho trabajo topográfico que se hizo en el suroeste, se decidió que un ferrocarril a través de aquella inmensidad de tierra (Nuevo México y Arizona) era inviable. Además, gran parte de la frontera entre Estados Unidos y México era extremamente vaga por el tratado que habían firmado y ratificado ambos países en 1848 (véase el artículo sobre la Compra de Gadsden). En 1853, Gadsden fue nombrado por el Gobierno de los Estados Unidos como el nuevo ministro estadounidense en México, con instrucciones para comprar más tierra de México para construir el posible ferrocarril a través del sur de Nuevo México y Arizona, y para aclarar en un futuro las posibles disputas sobre la ubicación de la frontera entre los dos países.
Gadsden llevó a cabo con éxito esta misión mediante la negociación con el gobierno mexicano en la Ciudad de México la compra de más tierras, mediante el establecimiento de la frontera entre Estados Unidos y México como dos líneas largas entre el río Grande y la punta extrema de Texas, todo el camino hasta el río Colorado en el límite oriental de California. Este tratado se conoce como el "Tratado de Gadsden" (Venta de la Mesilla en español) y consistión en la compra a México de cerca de 30.000 millas cuadradas (78.000 km²) de tierra al norte de México por 10.000.000. de dólares EE. UU.
Los acontecimientos continuaron a lo largo de las décadas siguientes, más de un siglo, el ferrocarril soñado justo al norte de la frontera con México nunca se construyó. Sin embargo, los terrenos comprados en la Compra de Gadsden más tarde se convertirían en lo que es hoy la segunda ciudad más grande de Arizona, Tucson, ciudades menores y pueblos como Casa Grande, Yuma, Lordsburg y Deming; aclaró la situación de la zona norte del río Gila, que más tarde se convirtió en el área metropolitana de Phoenix, Scottsdale, Mesa, Glendale y Tempe.
Por lo que se refiere a la tierra al sur de Phoenix, se hicieron planes provisionales se para construir un ferrocarril transcontinental, la mayoría pasaba sobre zonas áridas no aptas para el asentamiento humano. La mayoría de esta tierra era de propiedad federal, a largo plazo se dejó de lado como una gran y escasamente zona habitada por los amerindios en reservas; zona de pruebas y prácticas de combate de la Fuerza Aérea, el gran Monumento Nacional a los Catus Organ Pipe y la Reserva nacional de Vida Silvestre Cabeza Prieta, la Reserva de Bosque Nacional de Coronado, el Monumento Nacional del Desierto de Sonora, el Monumento Nacional de Bosque de Ironwood, el Parque nacional Saguaro, y la base militar Fuerte Huachuca.
Fue enterrado en el cementerio de la Iglesia de San Philips en Charleston, Carolina del Sur.